# Myrsidea anathorax
Myrsidea anathorax är en insektsart som först beskrevs av Christian Ludwig Nitzsch 1866.  Myrsidea anathorax ingår i släktet sadellöss, och familjen spolätare. Arten är reproducerande i Sverige.